# Canasta

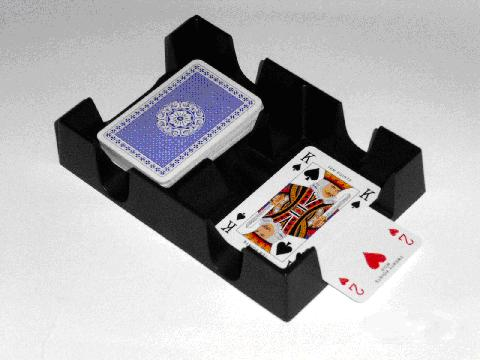
Spelkorten ligger här i en kortkorg, ett praktiskt tillbehör vid canastaspel.

Canasta är ett kortspel som ursprungligen kommer från Uruguay och som via USA spred sig över världen under 1950-talet, och då blev en så stor kortspelsfluga att det för en tid utmanade till och med bridge i popularitet. Ordet canasta betyder ”korg” på spanska och är också benämningen på den viktigaste kortkombinationen i spelet.
Canasta hör till rummyfamiljen och går, i likhet med flera andra spel i denna kategori, ut på att bilda poänggivande kombinationer av korten. En väsentlig skillnad mot de flesta rummyspel, förutom det tämligen omfattande regelverket, är att kombinationerna endast får utgöras av kort med samma valör. Spelet är i första hand avsett för fyra deltagare, som spelar ihop parvis. Två sammanblandade kortlekar med vardera två jokrar används. Jokrarna kan, liksom tvåorna, representera vilket kort som helst. Även treorna har speciella funktioner i spelet.
Spelarna får i given elva kort var. Resterande kort bildar en talong, vars översta kort vänds upp och utgör början till högen. Spelföringen går till så att den spelare som är i tur utför följande tre moment:
- Drar det översta kortet i talongen, eller, under vissa förutsättningar, tar upp alla korten i högen.
- Om det är möjligt (och taktiskt lämpligt), lägger ned en eller flera kombinationer på bordet.
- Lägger ifrån sig ett kort med framsidan uppåt på högen.

Given är avslutad när någon spelat ut sitt sista kort eller talongen tagit slut. Vid poängräkningen erhålls den högsta poängen för canastor, sju kort av samma valör. Spelet fortsätter över flera givar till dess endera paret uppnått de 5 000 poäng som fordras för vinst.